# Propaganda Films
Propaganda Films was een Amerikaans productiebedrijf en talentenbureau dat hoofdzakelijk videoclips, reclamespots en films maakte. Het werd in 1986 opgericht door producenten Steve Golin en Sigurjón Sighvatsson.

## Geschiedenis
In 1981 werd de muziekzender MTV opgericht en nam het belang van videoclips in de muziekindustrie toe. In 1986 richtten producenten Steve Golin en Sigurjón Sighvatsson in Los Angeles het productiebedrijf Propaganda Films op. De naam en het logo van het bedrijf werden geïnspireerd door de Sovjet-Unie en Koude Oorlog, die enkele jaren later tot een einde zouden komen. Via het productiebedrijf gaven Golin en Sighvatsson jonge, getalenteerde regisseurs de kans om videoclips en reclamespots te ontwikkelen. David Fincher, Greg Gold, Nigel Dick en Dominic Sena waren de eerste regisseurs die bij het bedrijf aangesloten waren.
Propaganda Films groeide in enkele jaren uit tot een van de meest succesvolle videoclip-productiebedrijven. In 1990 werd een derde van alle Amerikaanse videoclips door Propaganda Films geproducet. Het bedrijf trok voortdurend jong regietalent aan lanceerde de carrières van onder meer Michael Bay, Zack Snyder, Antoine Fuqua, Simon West, Gore Verbinski en Spike Jonze.
In 1988 verkochten de oprichters 49 procent van het bedrijf aan PolyGram Filmed Entertainment, om zo het kapitaal van het bedrijf te vergroten, waardoor er ook films geproduceerd konden worden. Gedurende de jaren 1990 bracht Propaganda Films films uit als Wild at Heart (1990), Candyman (1992), Sleepers (1996), The Game (1997) en Being John Malkovich (1999). Het bedrijf was ook betrokken bij de productie van de tv-serie Twin Peaks (1990–1991).
In 1992 kwam Propaganda Films volledig in handen van PolyGram. Drie jaar later verliet Sighvatsson het bedrijf. In 1998 werd PolyGram overgenomen door Seagram en kwam het onder supervisie te staan van Universal Studios. Een jaar later verliet ook Golin het bedrijf, waarna hij met Anonymous Content een nieuw productiehuis oprichtte. Propaganda Films werd in 1999 voor 10 miljoen dollar verkocht aan SCP Private Equity Partners, een investeringsfonds uit Pennsylvania dat onder leiding stond van Gary Beer.
Doordat talentrijke werknemers en sleutelfiguren uit het management andere oorden opzochten en het vanwege stakingen van de Screen Actors Guild in de periode 2000–2001 en de aanslagen van 11 september 2001 een economisch zware periode was voor de reclame-industrie, werd in november 2001 besloten om het bedrijf op te doeken.

## Bekende medewerkers
- David Fincher
- Dominic Sena
- Michael Bay
- Antoine Fuqua
- Simon West
- Spike Jonze
- John Lithgow
- Michel Gondry
- Zack Snyder
- David Lynch
- Gore Verbinski
- John Dahl
- Michael Moore

## Filmografie

### Film (selectie)
- Kill Me Again (1989)
- Wild at Heart (1990)
- Ruby (1992)
- A Stranger Among Us (1992)
- Candyman (1992)
- Red Rock West (1993)
- Kalifornia (1993)
- Candyman: Farewell to the Flesh (1995)
- Barb Wire (1996)
- Sleepers (1996)
- The Game (1997)
- An American Werewolf in Paris (1997)
- Being John Malkovich (1999)
- Nurse Betty (2000)
- Full Frontal (2002)
- Adaptation. (2002)

### Televisie (selectie)
- Twin Peaks (1990–1991)
- Beverly Hills, 90210 (1990–2000)